# Rejon bałachtiński
Rejon bałachtiński (ros. Балахти́нский райо́н, Bałachtinskij rajon) – rejon administracyjny i komunalny Kraju Krasnojarskiego w Rosji. Stolicą rejonu jest osiedle typu miejskiego Bałachta, którego ludność stanowi 35,3% populacji rejonu. Rejon został utworzony 4 kwietnia 1924 roku.

## Położenie
Rejon ma powierzchnię 10 250 km² i znajduje się w południowej części Kraju Krasnojarskiego, granicząc na północy z rejonem kozulskim i rejonem jemielianowskim, na północnym wschodzie z rejonem bieriozowskim, na wschodzie z rejonem mańskim, na południowym wschodzie z rejonem kuragińskim, na południu z rejonami: idrińskim, krasnoturańskim, nowosiołowskim, na zachodzie z rejonem użurskim, a na północnym zachodzie z rejonem nazarowskim.
Rejon usytuowany jest w dolinie między rzekami Jenisej i Czułym.

## Ludność
W 1989 roku rejon ten liczył 28 572 mieszkańców, w 2002 roku 25 518, w 2010 roku 21 011, a w 2011 zaludnienie spadło do 20 892 osób.
Udział poszczególnych narodowości w populacji rejonu w 2002 roku był następujący:
- Rosjanie: 86.4%
- Niemcy: 6.3%
- Czuwasze: 1.8%
- Ukraińcy: 1.4%
- Mordwini: 0.7%
- Białorusini: 0.6%
- Tatarzy: 0.5%
- Chakasi: 0.1%

## Podział administracyjny
Administracyjnie rejon dzieli się na jedno osiedle typu miejskiego: Bałachta oraz 12 sielsowietów.